# Zakochane święta
Zakochane święta, znany także pt. Miłosne rozgrywki (oryg. Christmas in Love) – włoska komedia romantyczna z 2004 roku w reżyserii Neriego Parentiego. Obraz był nominowany do nagrody Złotego Globu za najlepszą piosenkę.

## Fabuła
Akcja filmu rozgrywa się w górskim kurorcie. Fabrizio (Christian de Sica) spotyka po pięciu latach od rozwodu swoją eks-żonę Lisę (Sabrina Ferrilli). Cierpiący na kryzys wieku średniego Guido (Massimo Boldi) wdaje się w romans z młodziutką Sofią (Alena Seredova). Jego córka zakochuje się w dużo od niej starszym biznesmenie (DeVito). A Concetta (Anna Maria Barbera) w ramach nagrody w konkursie spędza tydzień z aktorem oper mydlanych Ronnem (Ronn Moss).

## Obsada
- Christian De Sica – Fabrizio Barbetti
- Massimo Boldi – Guido Baldi
- Danny DeVito – Brad
- Anna Maria Barbera – Concetta
- Ronn Moss – Ronn Moss
- Sabrina Ferilli – Lisa
- Tosca D’Aquino – Angela
- Cristiana Capotondi – Monica
- Alena Šeredová – Sofia
- Cesare Bocci – Gabriele
- Gaetano Gennai – Porta valigie
- Ruza Madarevic – Victoria

## Produkcja
Zdjęcia kręcono od 25 sierpnia do 20 października 2004 roku w Genk (prowincja Limburgia, Belgia), Gstaad (kanton Berno, Szwajcaria), Los Angeles, Rzymie i San Felice Circeo (prowincja Latina).